# 盲目去迴旋積
在電子工程以及應用數學的領域中，盲目去迴旋積（Blind deconvolution）指的是當在對進行摺積的脈衝響應函數缺乏明確的了解時而進行反摺積的過程。
而在顯微鏡學的領域中，盲目去迴旋積通常指的是當在無法得到顯微鏡的点扩散函数（PSF）時進行了反摺積。這個過程通常是經由分析輸出的結果來得到對於輸入訊號適當的猜測。

## 影像處理
在影像復原中，最困難的問題之一是取得点扩散函数（PSF）的適當估測以用於許多影像復原的演算法，而不同於其他演算法，不以對PSF特定瞭解為基礎的影像復原的方法就稱為盲目去迴旋積演算法。
在過去二十年受到最大注意的一個盲目去迴旋積方法是以最大可能性估測（MLE）為基礎，而MLE是用於獲得隨機雜訊破壞量之估測的一個最佳化策略，簡言之，MLE的一個解釋是將影像資料想成隨機量，此量有從一群其他隨機量產生的某種可能性。可能性函是以{\displaystyle g(x,y)}、{\displaystyle f(x,y)}和{\displaystyle h(x,y)}，於是問題是去求可能性函數的最大值。在盲目去迴旋積中，用指定的條件限制以疊代法解決最佳化問題，並在假設收斂的情況下，產生最大值的特定{\displaystyle f(x,y)}和{\displaystyle h(x,y)}即為復原影像和PSF。
非疊代法計算的例子有SeDDaRA、倒頻譜轉換和APEX。倒頻譜轉換和APEX方法假設PSF有一個特定的形狀，並且必須估計此形狀的寬度，至於SeDDaRA，關於場景的資訊會以參考影像的方式提供，因此此演算法是以比較模糊影像以及目標影像在空間頻率中的資訊來估計PSF。

## 訊號處理
假設有一個訊號經由通道傳輸，而這個通道多半視為一個线性时不变系统，因此受器接受到訊號和此通道脈衝響應的卷積。如果想要反轉通道造成的影響，得到原本的訊號，必須以一二次線性系統來處理接受到的訊號，來反轉通道造成的響應。這個系統則稱為等化器
若不藉由维纳滤波來進行復原，還是可以利用訊號已知的資訊來進行還原，例如可以將接收到的訊號來進行濾波已得到光譜的功率密度。譬如已知訊號沒有自相關，就可以「白化」接受到的訊號。
但白化濾波通常會造成某些相位的扭曲失真。而盲目去迴旋積技術使用訊號的高階統計，因此可以使失真的相位得到修正。可以將等化器最佳化來得到一個訊號，而此訊號的PSF很接近原先訊號的PSF。

### 震測資料
於1978年時， W. C. Gray[5]提出了對震測資料進行盲目去迴旋積時，由於原本未知的訊號是因為尖波(spikes)所構成，因此能夠得到如稀疏限制(sparsity constraints)或是正規化如l1 norm/l2 norm的特性。

### 聲音訊號
聲音訊號的盲目去迴旋積（也稱為dereverberation）為混雜聲音訊號中減少混響（reverberation）的程序，這個過程通常又稱為。混響是在錄製聲音訊號中有非良置（ill-posed）情形（如雞尾酒會效應）下會產生的問題。一個可能的處理方式為使用獨立成分分析（ICA）。